# Saundersiops siestus
Saundersiops siestus är en tvåvingeart som beskrevs av Charles Howard Curran 1947. Saundersiops siestus ingår i släktet Saundersiops och familjen parasitflugor.
Artens utbredningsområde är Colombia. Inga underarter finns listade i Catalogue of Life.